# Loránd Eötvös

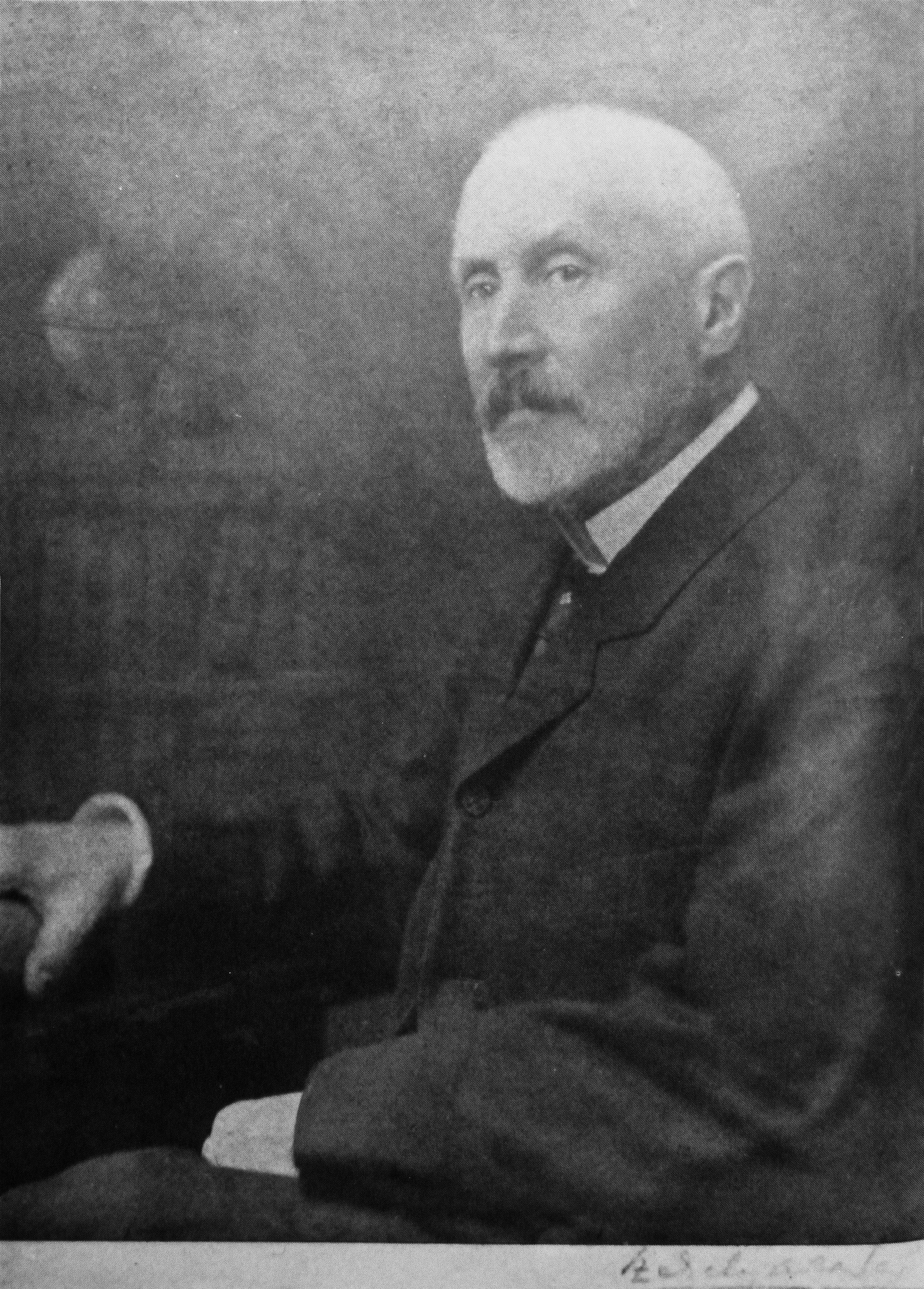
Loránd Eötvös (1912)

Loránd Ágoston Baron Eötvös von Vásárosnamény [ˈloraːnd aːgoʃtonˈøtvøʃ], international bekannt als Roland (von) Eötvös, (* 27. Juli 1848 in Buda; † 8. April 1919 in Budapest) war ein ungarischer Physiker und Geophysiker.
Seine bedeutendsten Forschungen betreffen die Kapillarphysik, die Gravitation und das Erdmagnetfeld. 1950 wurde die Budapester Eötvös-Loránd-Universität nach ihm benannt.

## Leben und Forschung
Loránd Eötvös, Sohn des Schriftstellers und Staatsmannes József Eötvös, studierte zunächst Rechtswissenschaft in Budapest, wechselte aber bald zur Physik und absolvierte ein Auslandsstudium in Heidelberg – bei Kirchhoff, Helmholtz und Bunsen – sowie in Königsberg. Nach seiner Habilitation 1871 wurde er Professor für Physik an der heutigen Loránd-Eötvös-Universität in Budapest, die seit 1950 nach ihm benannt ist (Eötvös Loránd Tudományegyetem).
Er konstruierte um 1906 eine spezielle Drehwaage (die zuvor schon von John Michell, Charles-Augustin de Coulomb und Henry Cavendish entwickelt worden war) zur Messung von kleinen räumlichen Schwereveränderungen. Diese Schweregradienten dienten in der Folge zur geophysikalischen Exploration von Rohstoffen.
Durch eingehende Experimente gelang ihm der präzise Nachweis des Äquivalenzprinzips. Nach diesem wichtigen Satz der Physik hängt die Gravitationskraft nur von der Masse der Objekte, nicht aber von ihrem Stoff ab, was u. a. bedeutet, dass beim freien Fall im Vakuum alle Körper gleich schnell fallen. Generell bezeichnet man Experimente, die die Gleichheit von schwerer und träger Masse überprüfen, als Eötvös-Experimente.
Als er 1894 für kurze Zeit ungarischer Kultus- und Unterrichtsminister wurde, reformierte Loránd Eötvös die Mittelschulen seines Landes. Er gründete das Joseph Eötvös-Kollegium zur Ausbildung guter Lehrer und räumte dem Mathematikunterricht eine bedeutende Rolle ein. Dies wirkt sich bis heute bei den europäischen Denksport- und Mathematik-Olympiaden aus, deren Wettbewerbe häufig von ungarischen Gymnasiasten gewonnen werden.
1883 wurde er in die Ungarische Akademie der Wissenschaften gewählt, deren Präsident er von 1889 bis 1905 war. Seit 1910 war er korrespondierendes Mitglied der Preußischen Akademie der Wissenschaften.
Neben seiner wissenschaftlichen Tätigkeit war Eötvös ein bekannter Alpinist, der in den Dolomiten mehrere Erstbesteigungen (meistens zusammen mit dem Bergführer Michel Innerkofler) durchführte, z. B. Sextner Rotwand 1878. Seine Töchter Ilona und Rolanda von Eötvös wurden ebenfalls in den Dolomiten als Bergsteigerinnen bekannt. Er war langjähriger Präsident des ungarischen Tourismusverbandes.

## Anekdoten
Valentine Telegdi erzählt folgende Anekdote über Eötvös, der als (ehemaliger) Unterrichtsminister Anspruch auf den Titel „Exzellenz“ hatte. Eötvös examinierte einen Medizinstudenten. Als dieser ihn im Prüfungsdruck versehentlich mit Professor anredete, meinte Eötvös: Nun mein junger Freund, wenn wir an diesem Punkt angelangt sind, können Sie mich gleich Onkel Roland nennen. Telegdi, der selbst Ungar war, betont auch, dass es für den ungarischen Landadel absolut ungewöhnlich war, in die Forschung oder Lehre zu gehen.

## Nach ihm benannt sind außerdem
- die Eötvössche Regel
- die mittlerweile unzulässige Einheit Eötvös zur Angabe von Schwerkraftänderungen zwischen verschiedenen geografischen Messpunkten in der Geophysik.[8]
- im Bereich der Strömungsmechanik die Eötvös-Zahl, welche als dimensionslose Kennzahl zur Bestimmung der Gestalt einer fluiden Kugel (Luftblase etc.) verwendet wird
- der Eötvös-Effekt, die vertikale Ablenkung durch die Corioliskraft
- der Krater Eötvös auf dem Mond
- der Asteroid (12301) Eötvös
- der Berggipfel Cima Eötvös der Cadini-Gruppe in den Dolomiten
- das Mineral Lorándit